# Вильдрак, Шарль
Шарль Вильдрак (фр. Charles Vildrac, настоящая фамилия Мессаже, фр. Messager; 22 ноября 1882 года, Париж, — 25 июня 1971 года, Сен-Тропе) — французский поэт, один из основателей литературного содружества «Аббатство». Вместе с другими членами «Аббатства» — Рене Аркосом и Жоржем Дюамелем, не примкнувшими к унанимизму, — Вильдрак должен быть отнесён к числу пионеров возрождения социальной поэзии и реакции против эстетизма во французской литературе последних двух десятилетий XIX века.

## Биография
Сын деятеля Парижской коммуны Анри Мессаже, в 1873 году сосланного на Новую Каледонию (после амнистии вернулся в Париж), и Мелани Декорп – учительницы и директрисы школы. Будущий поэт родился в доме номер 22 по улице Бертолле; учился в Лицее Вольтера, где в частности  занимался современной ему английской и немецкой литературой. 
В 1900 году Вильдрак стал секретарем адвоката Эмиля Бегиса, близкого к братьям Гонкурам.
С молодым Жоржем Дюамелем поэт познакомился в 1902 году, и поддерживал с ним очень близкие отношения на протяжении большей части своей жизни. На Розе – сестре Дюамеля – Шарль женился в 1906 году.
Овдовев, в декабре 1970 года Вильдрак женился в Париже на Сюзанне Роша (скончалась в 1990 году).

## Творчество
Творчество Вильдрака насыщено эмоциональным содержанием и проникнуто общественными тенденциями. Поэзия Вильдрака, как и творчество Дюамеля, — возврат к подлинной простоте повседневности в противоположность искусственности предшествовавшего поколения, позднее снова возродившейся в предвоенные годы. Социальная обстановка этих лет, когда наряду с копившим свои силы империализмом началось усиленное развитие социалистического движения в легальных формах (синдикализм, кооперация и т. п.), как нельзя более соответствовала тематике поэтов типа Коппэ, которые учли и технический опыт модернизма. Наряду с этим особое значение приобрело знакомство французских поэтов с творчеством Уолта Уитмена. В фокусе пересечения всех этих влияний, к которым надо ещё присоединить Достоевского, и возникает «поэзия будней», одним из лучших и типических образцов которой является ранняя книга Вильдрака «Livre d’amour».
Стремление избежать какого бы то ни было намёка на искусственность неизбежно влекло за собой не только отказ от канонических форм стихосложения и рифм, но также и отказ от традиционных стилистических приёмов. Если в области «свободного стиха» можно было многое почерпнуть у символистов, то для нового содержания приходилось, опираясь на опыт Уитмена и Гиля, создавать новую «поэтику прозаизмов». Вильдрак более других пытался стереть грань между обыденным языком разговорной речи и языком поэтическим.

## Общественная деятельность
В годы войны 1914—1918 Вильдрак, как и вся группа, к которой он принадлежал, примкнул к антиимпериалистическому пацифизму («Chants du désesperé»). Его песни в эти годы — «песни отчаявшегося». В плане своего раннего творчества Вильдрак написал драму «Le paquebot Tenacity», мотивы которой продолжал развивать в стихах и небольших драматических произведениях.
Вильдрак и его группа принимали участие в общественной жизни, подписывали либеральные декларации и протесты. Вильдрак участвовал в группе Барбюса «Clarté» в первый период её существования (1919), но отошёл от неё, когда её деятельность стала принимать явно революционный характер.
В 1928 году Вильдрак посетил Москву.

## Издания на русском языке
- Вильдрак Ш. Открытия. Л.: Прибой, 1927. 75 с.
- Вильдрак Ш. Демобилизованный / Пер. с фр.; предисл. А. Эфроса. М.: Огонек, 1929. 36 стр. (Библиотека «Огонек», № 466).
- Вильдрак Ш. Мило: Повесть. М.: Детская литература, 1970. 176 с.
- Вильдрак Ш., Дюамель Ж. Теория свободного стиха (Заметки о поэтической технике). М.: Имажинисты, 1920. 48 с.
- Дюамель Ж. и Вильдрак Ш. Теория свободного стиха // Шершеневич В. Г. Листы иманжиста. Стихотворения. Поэмы. Теоретические работы. Ярославль: Верхне-Волжское изд-во, 1996. 528 с.

## Издания на французском языке
- Le verslibrisme, P., 1902;

Сборники стихов:
- «Poèmes», P., 1905;
- Images et mirages, P., 1907;
- Написанные совместно с Ж. Дюамелем «Notes sur la technique poétique», P., 1910, русск. перев. Шершеневича, M., 1920;
- Livre d’amour, P., 1910; дополн. изд., Р., 1915; P., 1920; P., 1921;
- Chants du désesperé, P., 1920.

Драмы:
- Le Paquebot Tenacity, P., 1919;
- Michel Auclair, P., 1922;
- Un Pèlerin, P., 1926.